# 5,8×21 мм
Набій 5.8×21 мм є бронебійним набоєм китайського виробництва.
Набій було створено для заміни набою 7,62×25 мм ТТ–який використовували НВАК, який викликав такі ж рани як і набій 9×19 мм Parabellum. Цей набій було розроблено стандартним і дозвуковим. Пістолет QSZ-92 та пістолет-кулемет QCW-05 Type 05 випускалися як під цей калібр так і під набій 9×19 мм Парабелум.
Набій 5,8×21 мм трохи потужніший за західні зразки, такі як 5,7 × 28 мм та 4,6 × 30 мм. Він мав кулю зі сталевою оболонкою вагою 3 г (46 гр) з дуловою швидкістю 530 м/с (1 700 фут/с) та дуловою енергією 420 Дж (310 фут⋅фунт) при стрільбі з пістолета-кулемета.  Куля може пробити сталевий шолом товщиною 1,3 мм (0,051 дюйм) та 50 мм (2,0 дюйм) соснової дошки на дистанції 100 метрів.